# Пловдив
Пло́вдив (давня назва Філіппополь) — місто в Болгарії, адміністративний центр Пловдивської області. Місто знане як музей архітектури болгарського відродження, унікального стилю архітектури, що розвинувся у Болгарії між 1770 і 1900 роками.
Розташоване на берегах річки Мариці в центральній частині Верхньофракіської низовини.
Навколишня сільська місцевість рідко населена і гола. Місто розташоване подібно Риму, поміж семи пагорбів. Проте, ймовірно, туристи нарахують тільки шість з них, оскільки один з пагорбів був фактично знищений на початку 1900-х, і є тільки маленька скеля на тому місці.

## Клімат
Літо є зазвичай спекотне і сухе. Зими або м'які середземні, або холодні сибірські. Найвологіший місяць року є червень з середнім опадами 65 мм, найсухіший є серпень з середньою величиною опадів 27 мм. Середня денна температура липня + 36 °C, середня денна температура січня — 5 °C.
| Клімат (1952–2017)                                                                    | Клімат (1952–2017) | Клімат (1952–2017) | Клімат (1952–2017) | Клімат (1952–2017) | Клімат (1952–2017) | Клімат (1952–2017) | Клімат (1952–2017) | Клімат (1952–2017) | Клімат (1952–2017) | Клімат (1952–2017) | Клімат (1952–2017) | Клімат (1952–2017) | Клімат (1952–2017) |
| Показник                                                                              | Січ.               | Лют.               | Бер.               | Квіт.              | Трав.              | Черв.              | Лип.               | Серп.              | Вер.               | Жовт.              | Лист.              | Груд.              | Рік                |
| Абсолютний максимум, °C                                                               | 23,0               | 24,0               | 30,0               | 34,2               | 36,0               | 41,0               | 45,0               | 42,5               | 37,6               | 36,8               | 27,0               | 22,9               | 45,0               |
| Середній максимум, °C                                                                 | 5,2                | 8,3                | 13,0               | 18,4               | 23,7               | 28,0               | 30,7               | 30,3               | 26,0               | 19,4               | 11,9               | 6,4                | 18,5               |
| Середня температура, °C                                                               | 0,9                | 3,2                | 7,2                | 12,3               | 17,3               | 21,5               | 23,9               | 23,2               | 19,0               | 13,1               | 6,9                | 2,3                | 12,7               |
| Середній мінімум, °C                                                                  | −3                 | −1,4               | 1,8                | 6,2                | 11,0               | 15,0               | 17,0               | 16,5               | 12,6               | 7,6                | 2,6                | −1,3               | 7,1                |
| Абсолютний мінімум, °C                                                                | −31,5              | −16,4              | −14,4              | −4,7               | 0,0                | 4,0                | 5,0                | 8,0                | 1,0                | −10,2              | −9,8               | −19                | −31,5              |
| Середня кількість сонячних годин на місяць                                            | 94                 | 110                | 170                | 200                | 252                | 281                | 328                | 315                | 230                | 162                | 120                | 77                 | 2339               |
| Норма опадів, мм                                                                      | 27                 | 34                 | 37                 | 41                 | 77                 | 57                 | 39                 | 43                 | 35                 | 37                 | 36                 | 39                 | 502                |
| Днів з опадами                                                                        | 4,8                | 5,1                | 5,8                | 4,7                | 6,5                | 6,2                | 3,8                | 3,1                | 3,1                | 3,9                | 5,8                | 6,2                | 60,7               |
| Вологість повітря, %                                                                  | 76                 | 67                 | 60                 | 53                 | 53                 | 50                 | 45                 | 46                 | 48                 | 59                 | 69                 | 76                 | 59                 |
| ------------------------------------------------------------------------------------- | ------------------ | ------------------ | ------------------ | ------------------ | ------------------ | ------------------ | ------------------ | ------------------ | ------------------ | ------------------ | ------------------ | ------------------ | ------------------ |
| Джерело: Climatebase.ru, Danish Meteorological Institute (sun and relative humidity), |                    |                    |                    |                    |                    |                    |                    |                    |                    |                    |                    |                    |                    |

## Історія

### Антична епоха
Життя в Пловдиві не переривалося майже вісім тисячоліть, що робить його історію надзвичайно багатою та цікавою. Місто старше Риму, Афін, Карфагена і Константинополя. Він був сучасником стародавньої Трої. Нинішнє місто лежить на залишках багатьох колишніх поселень, що визначає його багату культурну спадщину. Багато народів, які населяли територію міста, залишили сліди в 12-метрових культурних шарах і спорудах Пловдива.

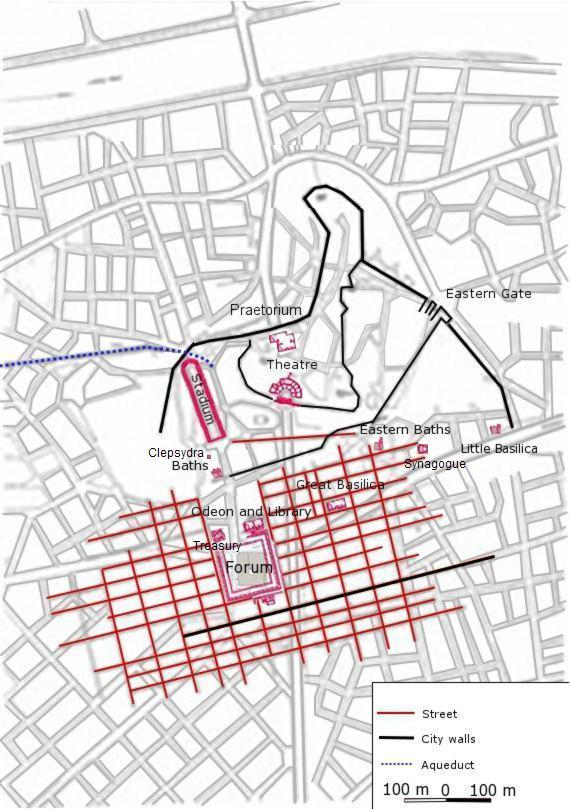
План античного міста в проєкції на сучасний Пловдив

Найдавніші сліди на території сьогоднішнього міста Пловдив датують 6-им тисячоліттям до н. е., коли виникли перші постійні населені пункти у неоліті — кілька населених пунктів, подібних до селища Ясса Тепе 1 у районі Філіпово і Ясса Тепе 2 у районі Лаути. Найдавніше відоме поселення Трикутник було відкрито в Небет-Тепе і датується кам'яно-мідною добою (IV—III тис. до н. е.) За часів залізної доби поселення Небет тепе є укріпленим місцем фракійського народу і в 5 ст до н. е. входить в Одриське царство.
У 342 р. до н. е. селище завойовано королем Філіппом II Македонським, який дав йому своє ім'я — «Філіпополіс», яке і донині використовується в різних варіантах. У той час місто було оточене міцними фортечними стінами, але в 320 році до нашої ери Одриське царство відновлює свою незалежність. Під час македонського правління і наступної елліністичної доби Філіпополіс був перетворений на місто і став одним з найважливіших центрів. 
В 72 до н. е. Пловдив захопили легіони римського полководця Марка Теренція Варрона Лукулла. В 45 році н. е. місто увійшло до складу Римської імперії (де стало центром провінції Фракія) і отримало назву Трімонт («Місто трьох пагорбів»). В цей час місто було важливим опорним пунктом римлян (через нього проходила важлива стратегічна дорога Via Militaris, що зв'язувала Балкани із зовнішнім світом). Про це свідчать численні руїни римських будівель, що збереглися до наших днів, а саме: іподром, акведук, терми і амфітеатр. Близько 250 року місто постраждало від нападів готів, в 395 році увійшло до складу Візантійської імперії, а в 444—447 рр. було спустошене гунами.

### Середньовіччя
При імператорі Юстиніані I місто було відновлено і додатково укріплене. З VIII століття серед жителів міста збільшується чисельність павликиян і надалі місто стало одним з центрів богомильства. У 812 році місто взяли війська болгарського хана Крума, в 836 році місто було включене до складу Першого Болгарського царства і отримало ім'я Пилдін. З IX століття місто стало центром Болгарської єпархії. В XI столітті місто вперше згадується під назвою Пловдив. В кінці 969 року або на початку 970 місто було взято військами київського князя Святослава і надалі увійшло до складу Візантії. Близько 1090 року Пловдив постраждав від набігу печенігів.
Під час третього хрестового походу (1189—1192) Пловдив був зруйнований, близько 1198 року — відновлений і в 1204 році — знову захоплений хрестоносцями (ставши центром герцогства «Ducatum de Finepople»). В кінці 1220-х років Пловдив був повернутий під владу болгарських царів Іваном Асеном II, в 1240 — відійшов до Нікейський імперії, але в 1344 — знову приєднаний до Болгарії. В 1364 році місто було захоплене османами і до 1382 року залишалося адміністративним центром вилайета Румелия. В цей час місто втратило своє значення фортеці, а в 1410 році міські мури були знесені.

### Новий час

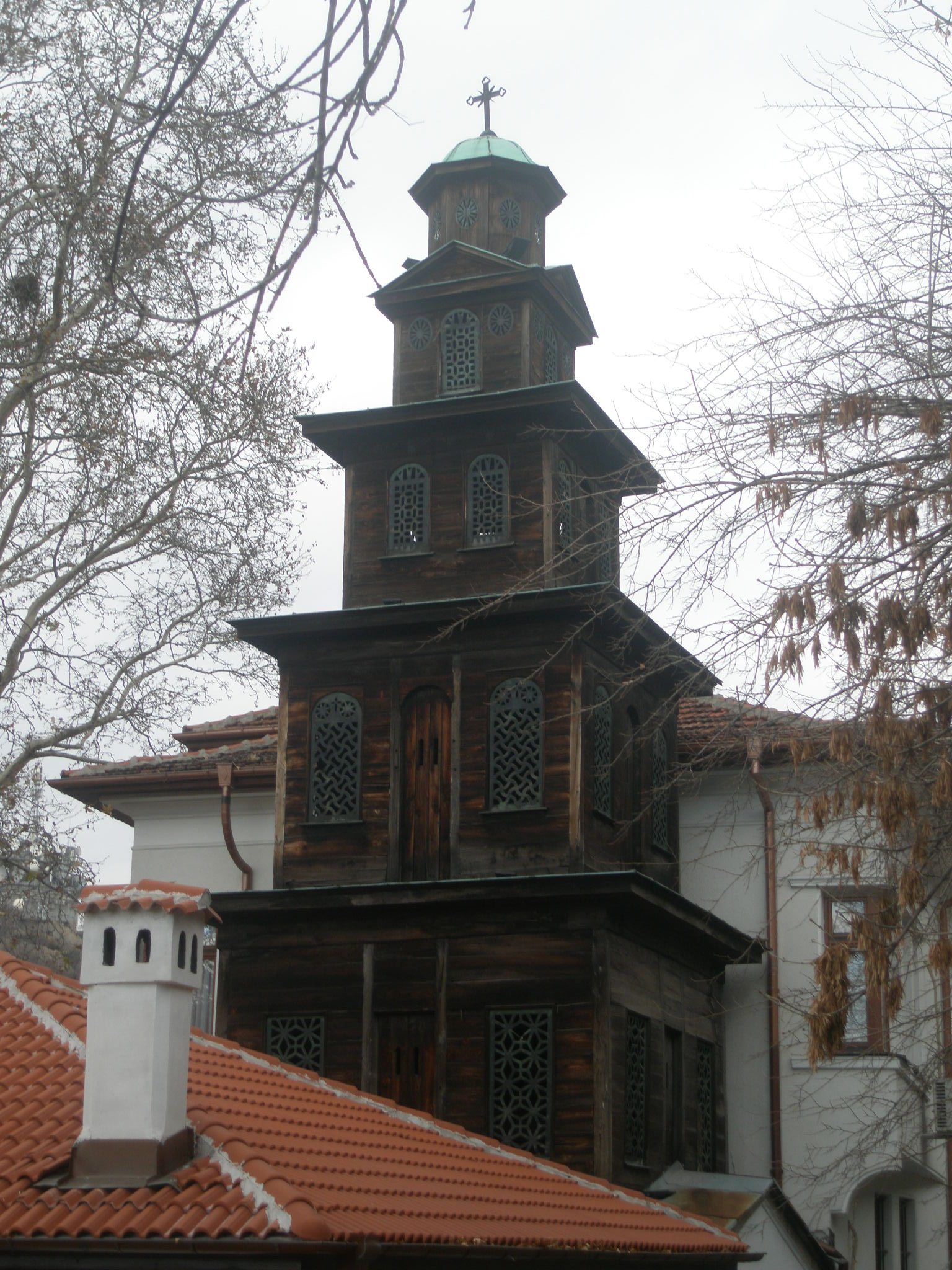
Церква св. Марини (XIX ст)

Під владою турків місто (яке отримало назву Філібе) розвивається як торговий центр. У 1818 році місто було майже повністю зруйноване потужним землетрусом, але пізніше відбудоване, в 1846 Пловдив постраждав від великої пожежі. Поступово Пловдив стає центром болгарського відродження. 11 (23) травня 1851 в Пловдиві вперше відсвяткували день Кирила і Мефодія, в 1861 році в місті була відкрита перша в Болгарії гімназія. Пловдив стає центром болгарського національно-визвольного руху, в 1869 році Васіл Левскі в Пловдиві створив революційний комітет. Жителі міста брали участь в Квітневому повстанні 1876 року, придушеному турецькою владою. В ході російсько-турецької війни 1877—1878 років 2-7 січня 1878 року поблизу міста відбулася одна із завершальних битв.
Під час Другої Світової війни в Пловдив прибули німецькі війська, місто стало головною базою Люфтваффе в Болгарії.

## Населення
Пловдив — друге за кількістю постійних жителів болгарське місто. Наявне населення міста складає близько 450 тис. осіб в робочий день. Разом з Софією і Варною входить в трійку найбільших болгарських міст, чиє реальне населення перевищує 400 000 жителів.

## Економіка
Пловдив — другий після Софії промисловий центр країни. Важливий центр сільськогосподарського району Верхньофракійської низовини. Харчосмакова, легка промисловість (бавовняна, шовкова і швейна), машинобудування, хімічна промисловість, кольорова металургія, а також єдина в країні фабрика з виробництва цигаркового паперу і сигаретних фільтрів. З початку 1990-х років частина промислових підприємств знаходиться у власності іноземних власників.
Розташований в Пловдиві авіаремонтний завод входить до переліку 11 стратегічних підприємств військово-промислового комплексу.

## Транспорт

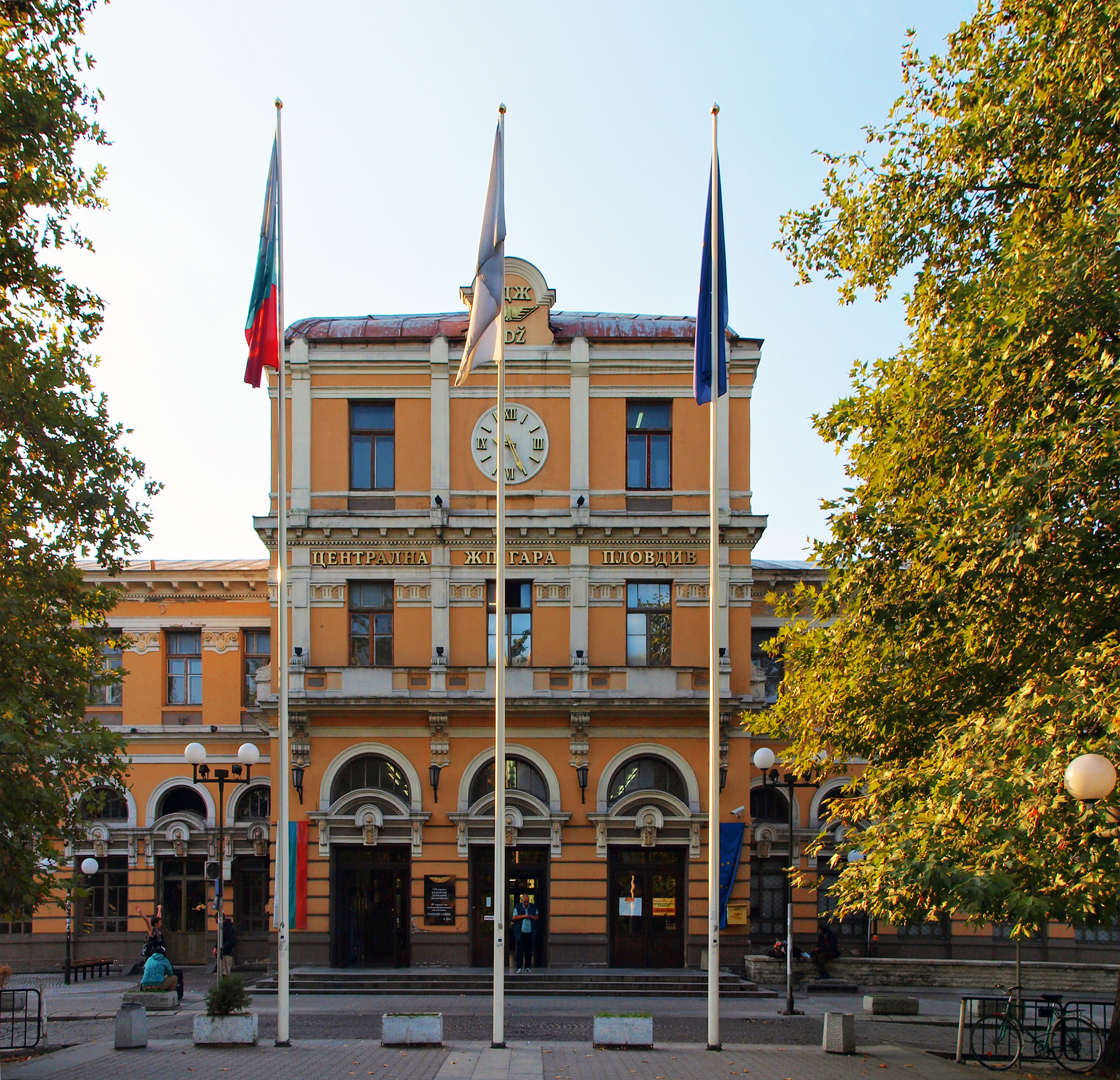
Залізничний вокзал в Пловдиві

Пловдив — один з найважливіших транспортних центрів Болгарії.
Нині на північ від міста проходять автомобільні дороги міжнародного значення: автомагістраль А1 — «Тракия», яка є частиною європейського шосе Е80, пан'європейський транспортний коридор 4 і пан'європейський транспортний коридор 8.
З 1874 року, коли через Пловдив пройшла залізнична лінія Любимець — Хабібчево — Белово (розширена на початку XX століття до Софії і Стамбула), Пловдив став основним центром залізничного транспорту в Південній Болгарії (в місті знаходиться управління залізниць Південної Болгарії). З міста йдуть лінії на Стару Загору і Бургас, Карлово, Панагюриште, Пештеру, Хисарю і Асеновград. Центральний залізничний вокзал Пловдива збудований у стилі модерну.
У Пловдиві розвинений громадський транспорт: діють 29 автобусних ліній та 10 ліній маршрутних таксі. У 12 км на південний схід від міста розташований аеропорт Пловдив.
До 2012 року в місті існувала тролейбусна мережа, яку обслуговували чеські тролейбуси Skoda 9Tr, Skoda 14Tr. Тролейбусний рух в Пловдиві відкривали тролейбуси МТБ-82. Станом на 2000 рік у місті була дуже розвинута тролейбусна мережа. 
У 2006 році в місті був дуже  активний тролейбусний рух, проте у 2012 році тролейбусна мережа у місті була ліквідована.
У 2014—2015 роках місцева влада мала намір запустити електробуси. І хоча всього три придбаних електробуса пропрацювали у місті  менше року, проте так у ньому електробуси не затрималися.

## Культура і пам'ятки
Понад 200 будівель оголошені пам'ятками історії та взяті під охорону. 
З античних часів у Пловдиві збереглися залишки міського форуму, стадіону, театру, базиліки, терм, громадських і житлових будівель. Зараз античний театр на 3000 місць відреставрований, і в ньому знову організовуються різні вистави і фестивалі.
В місці розкопок Великої базиліки знайдено багато унікальних фресок з екзотичними птахами. Сьогодні місце розкопок перетворено в музей.
Древній центр міста оточуюють залишки кам'яної фракійської фортеці. У межах фортечних стін — вузькі середньовічні вулички та цивільна забудова XV—XIX століть, що привертає увагу різьбленням по дереву і декоративними розписами. Головна пішохідна вулиця (князя Олександра I) забудована будівлями XIX століття.
З часів турецького панування збереглися мечеті «Джума» (бл. 1425) і «Імарет» (1444—1447), лазні Чифтен-хамам (1460) і лазні Орта-Мезар-хамам (1582), а також одна з найстаріших в Європі годинникових башт. 
До епохи болгарського Відродження (між 1770 і 1900 роками) відносяться церкви Святої Воскресіння, Святого Димитра (обидві 1831) і Святої Марини (1853-54). Старе місто Пловдива — це живий музей типу архітектури національного відродження, що розвивався там (існували регіональні відмінності) на початку-середині 1800 року. Старі будинки міської буржуазії наразі перетворені на музеї, які можна відвідати.
Старе місто Пловдива включено до попереднього списку Всесвітньої спадщини ЮНЕСКО з 2004 року.
Пловдив — великий культурний центр, тут діють археологічний музей (з 1882), природничо-науковий музей (з 1951), історичний музей (з 1951), музей болгарського національно-визвольного руху (з 1956), етнографічний музей і кілька художніх галерей. Є ряд театрів.
Пловдив — науковий і навчальний центр, тут діють Пловдивський університет, науково-дослідний інститут овочевих культур «Маріца» (з 1929), науково-дослідний інститут плодівництва (з 1950), сільськогосподарський університет (з 1945), Пловдивський медичний університет (з 1945), університет харчових технологій (з 1953), академія музики, танцю і мистецтв, а також Національна бібліотека імені Івана Вазова (з 1879).
Пловдив став культурною столицею Європи 2019 року.

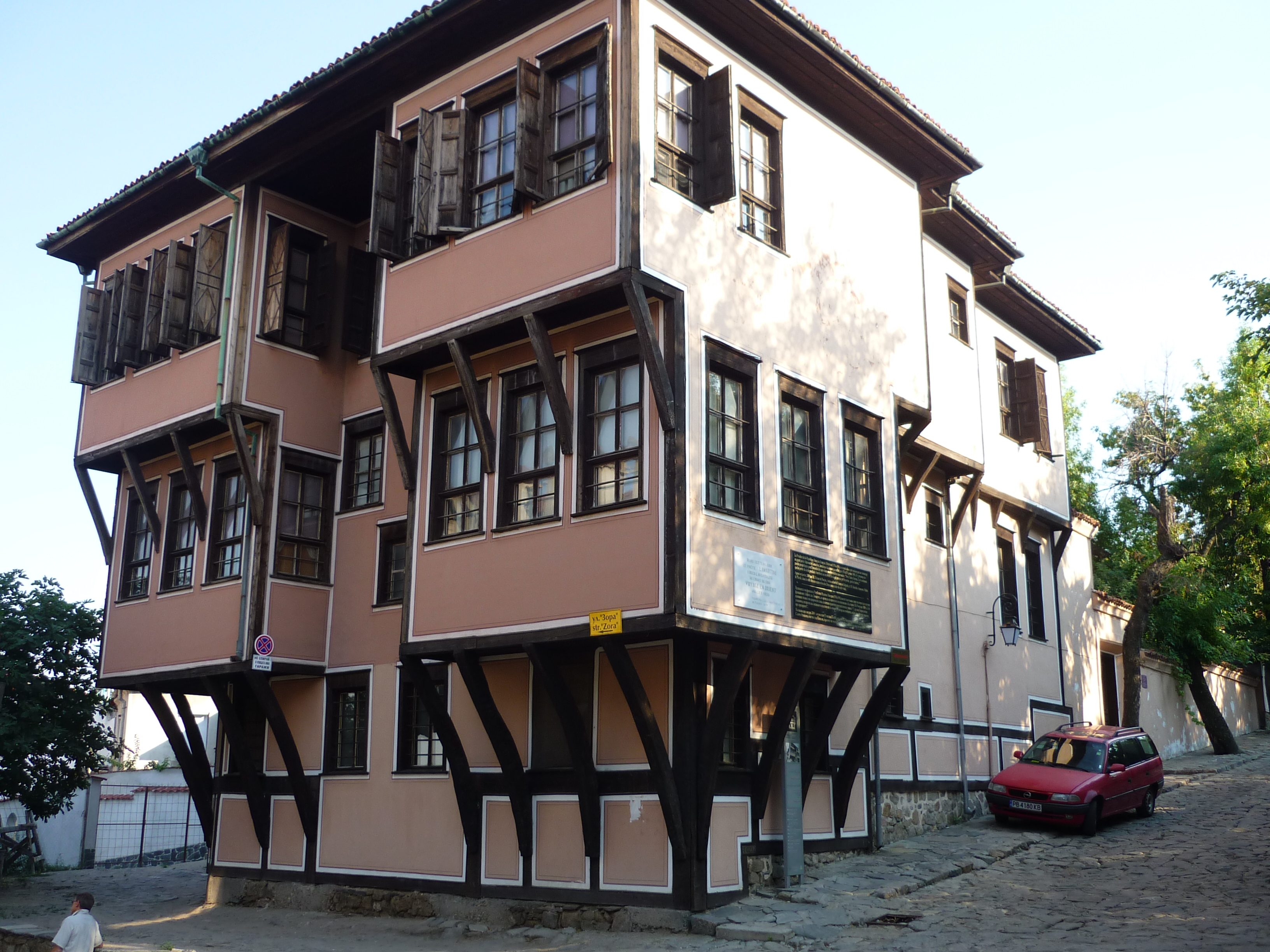
Дім Ламартіна
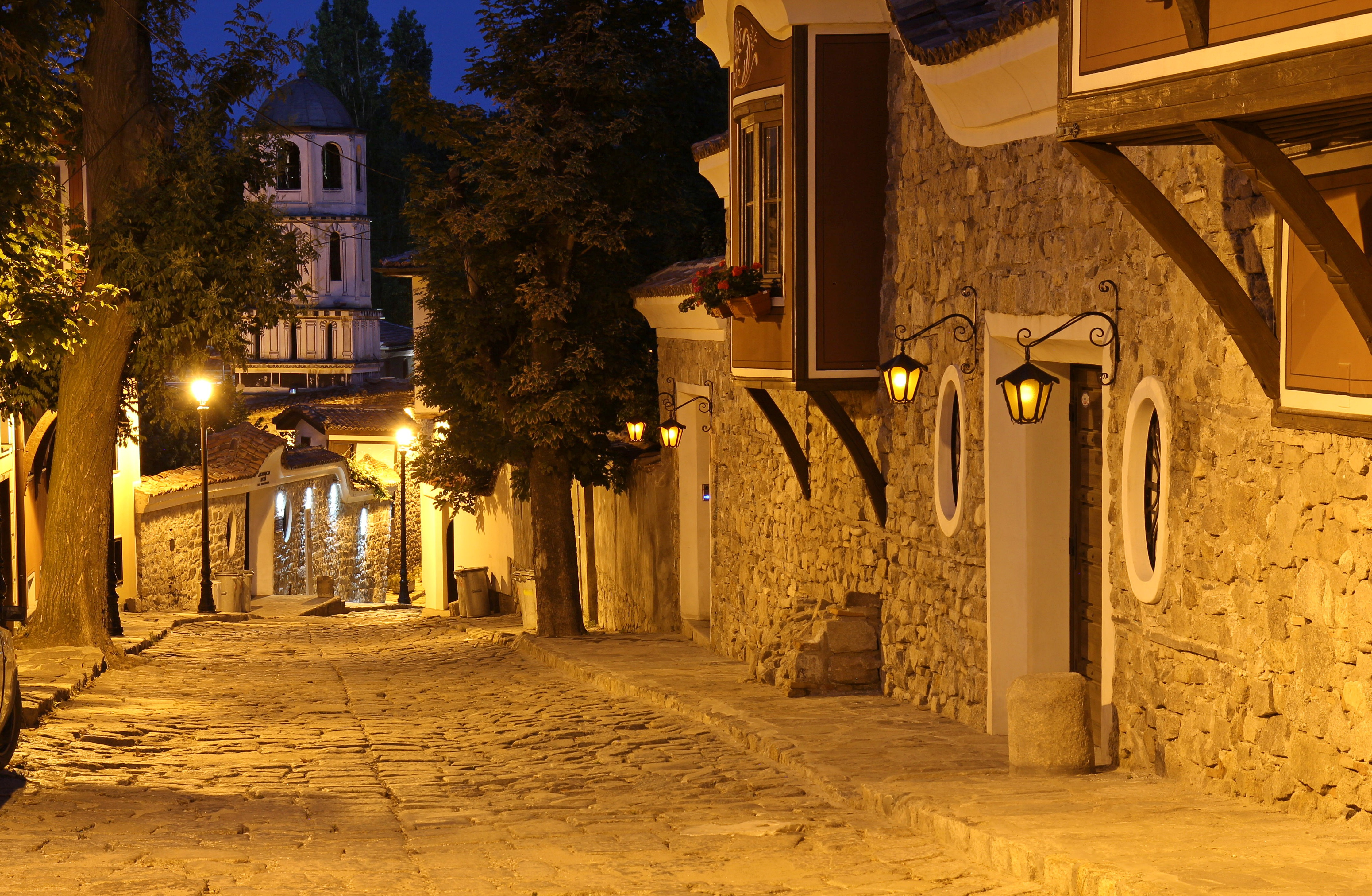
Старовинна вулиця в центрі Пловдива
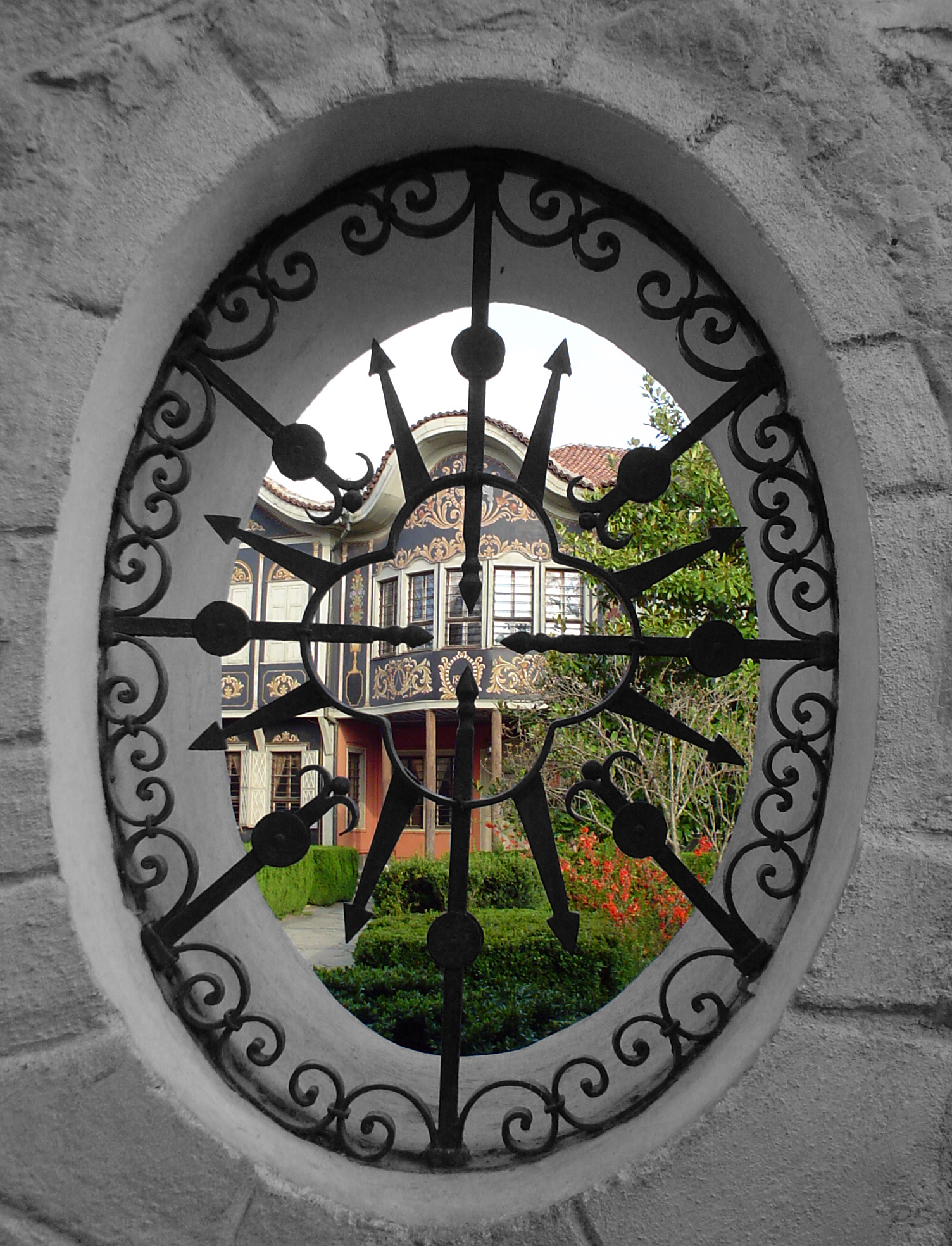
Етнографічний музей
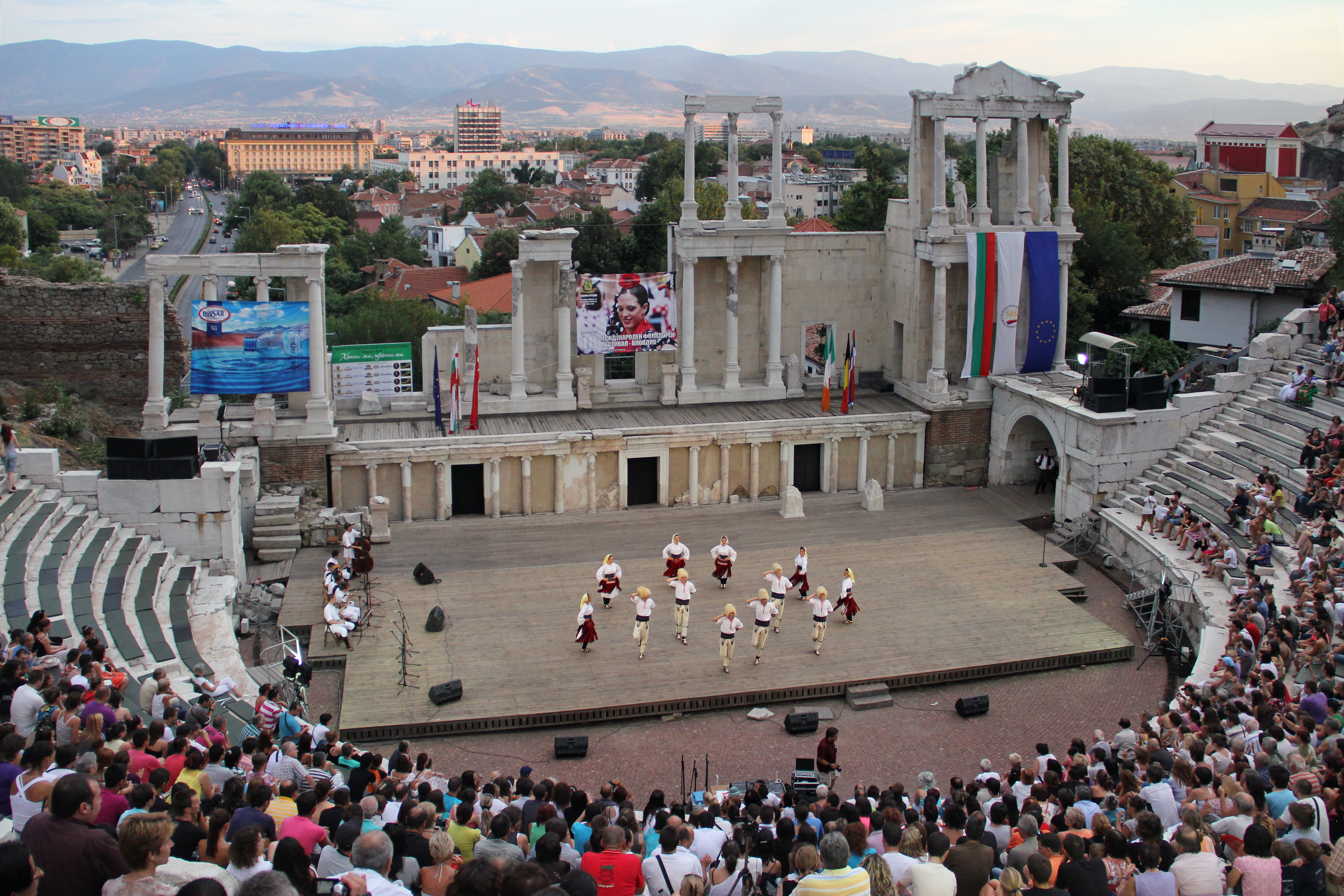
Пловдивський античний театр
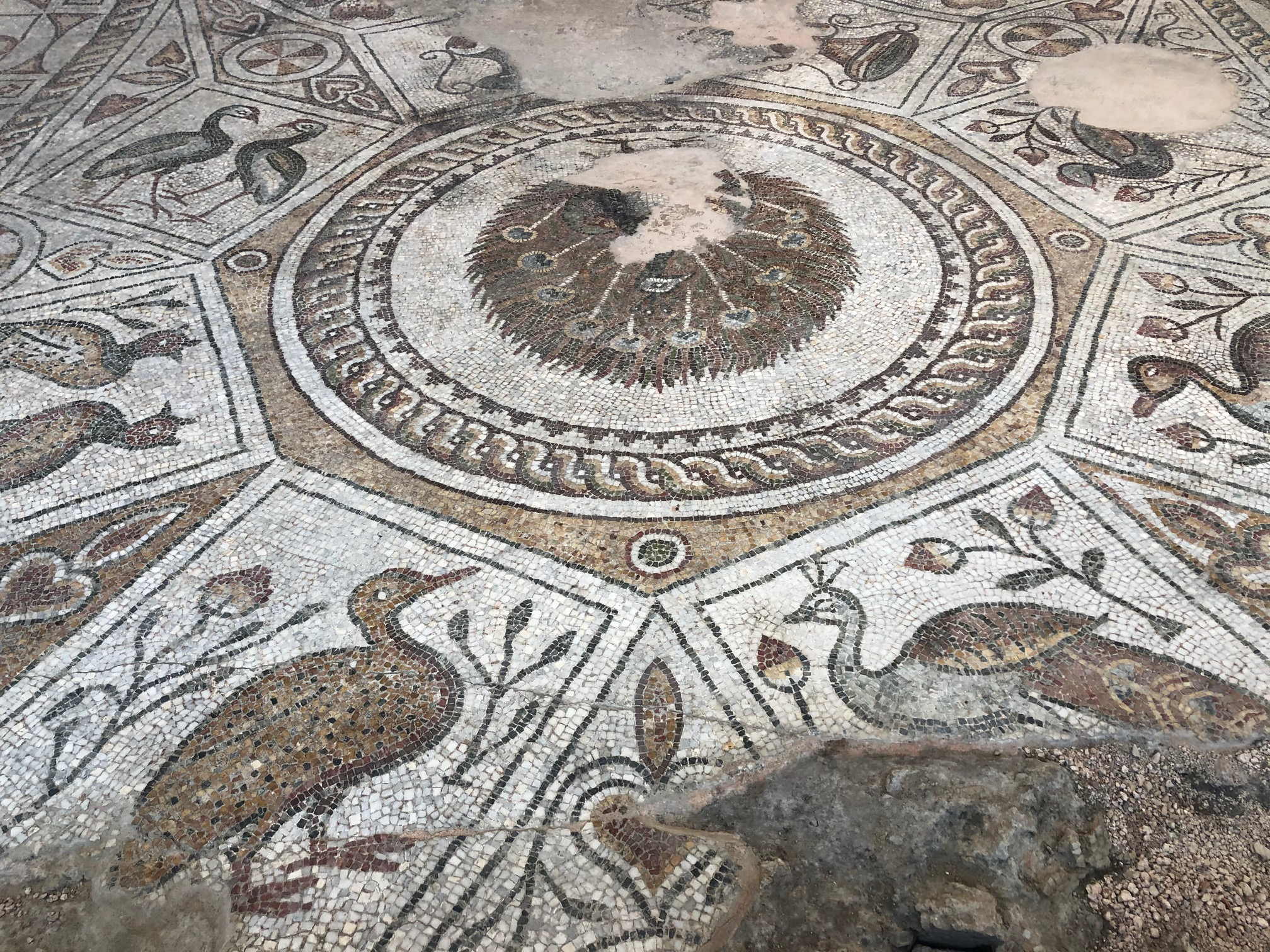
Мозаїка, Єпископська базиліка Філіппополя
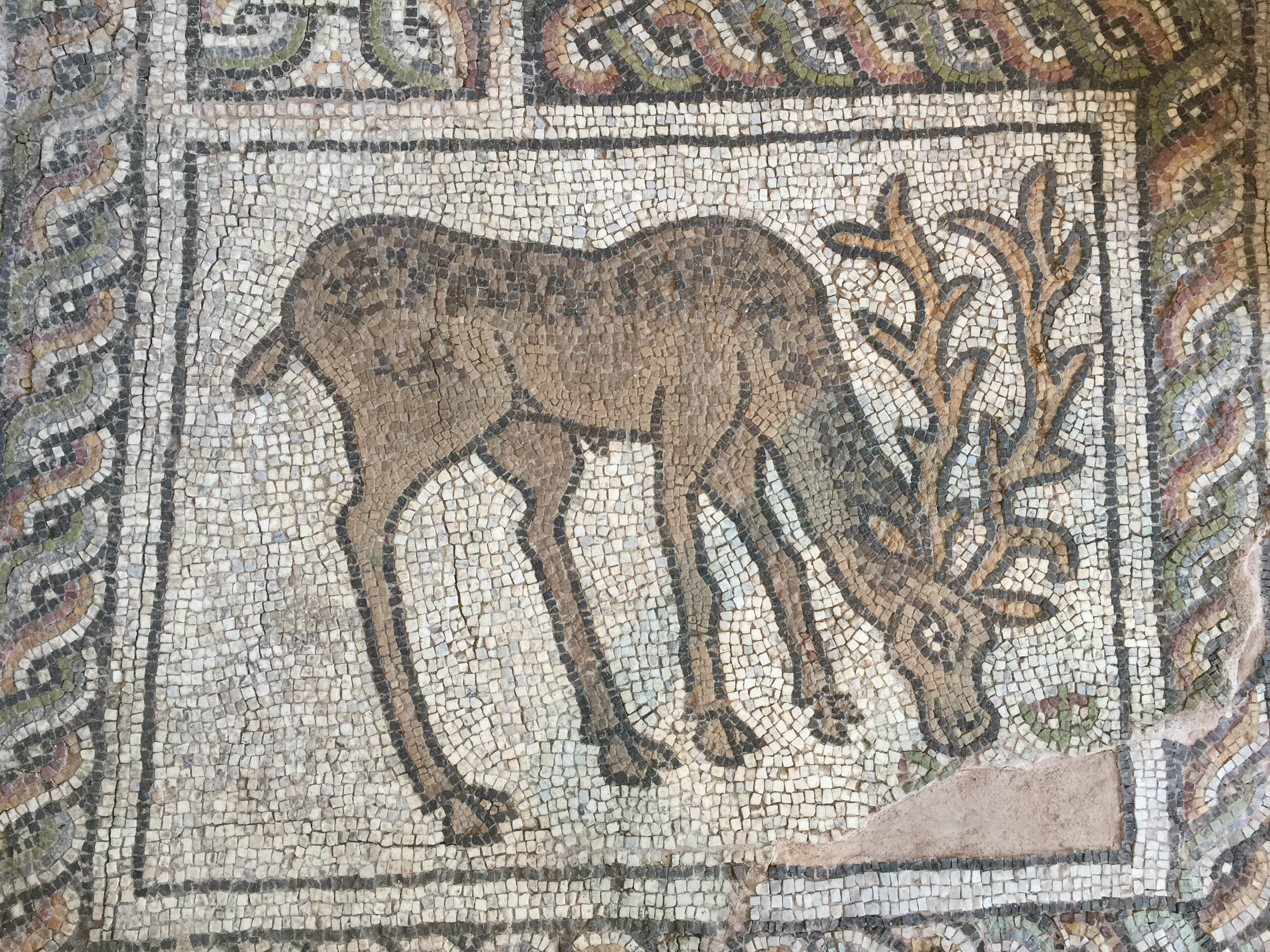
Мозаїка, Мала базиліка Філіппополя

## Спорт
З 1949 року в Пловдиві проходить міжнародний чемпіонат з боксу. У місті є іподром, три стадіони і 4 футбольні клуби, які неодноразово виступали в європейських футбольних турнірах. А також існує гребна база міжнародного рівня — у вересні 2018 року тут здійснювали чемпіонат світу з веслування.

## Відомі особистості
У місті народилися:
- Рангел Ігнатов (1927—2015) — болгарський письменник, драматург і сценарист.
- Йордан Йовчев (н. 1973) — гімнаст.
- Константин Лукаш (1890—1945) — болгарський воєначальник.
- Иван Качаков (р. 1989) — сумоіст.
- Стефка Костадинова (н. 1965) — легкоатлетка.
- Цветана Пиронкова (н. 1987) — тенісистка.
- Христо Стоїчков (н. 1966) — футболіст.
- Добринка Табакова (н. 1980) — композитор.
- Константин Узунський (1896—1943) — офіцер, генерал-майор авіації, начальник Штабу Повітряних військ Царства Болгарія.
- Маріо Хосен (н. 1971) — музикант.
- Цветана Георгієва Манева (нар.. 1944) — болгарська театральна та кіноакторка, професор, голова Спілки художників Болгарії з 1986 по 1989 роки. Почесний професор Нового болгарського університету (2003).
- Цветеліна Георгієва Янева (нар.. 1989) — болгарська співачка в жанрі поп-фолк, поп-музики і народної музики.

## Міста-побратими
- Львів, Україна

## Галерея

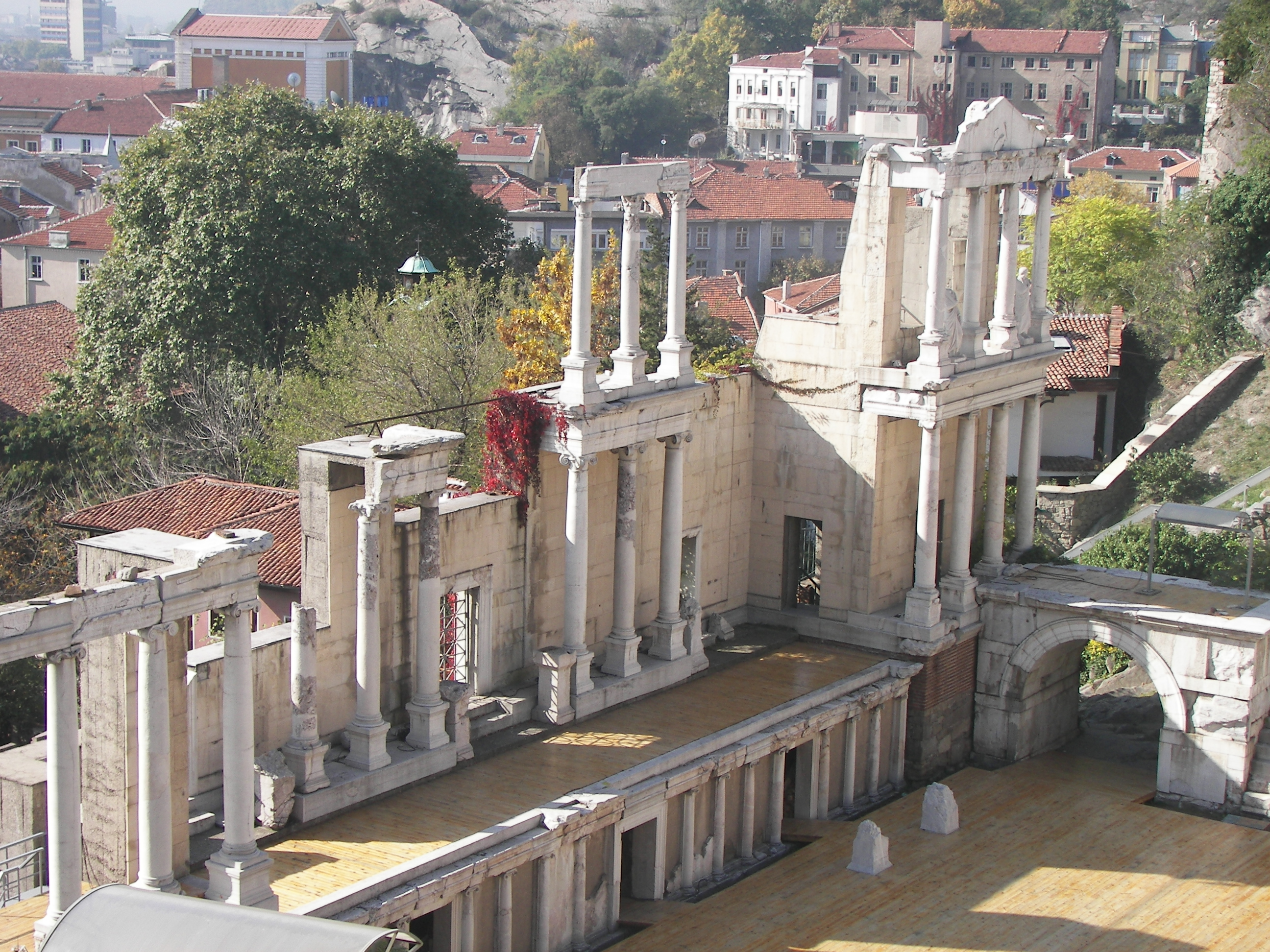
Пловдивський античний театр
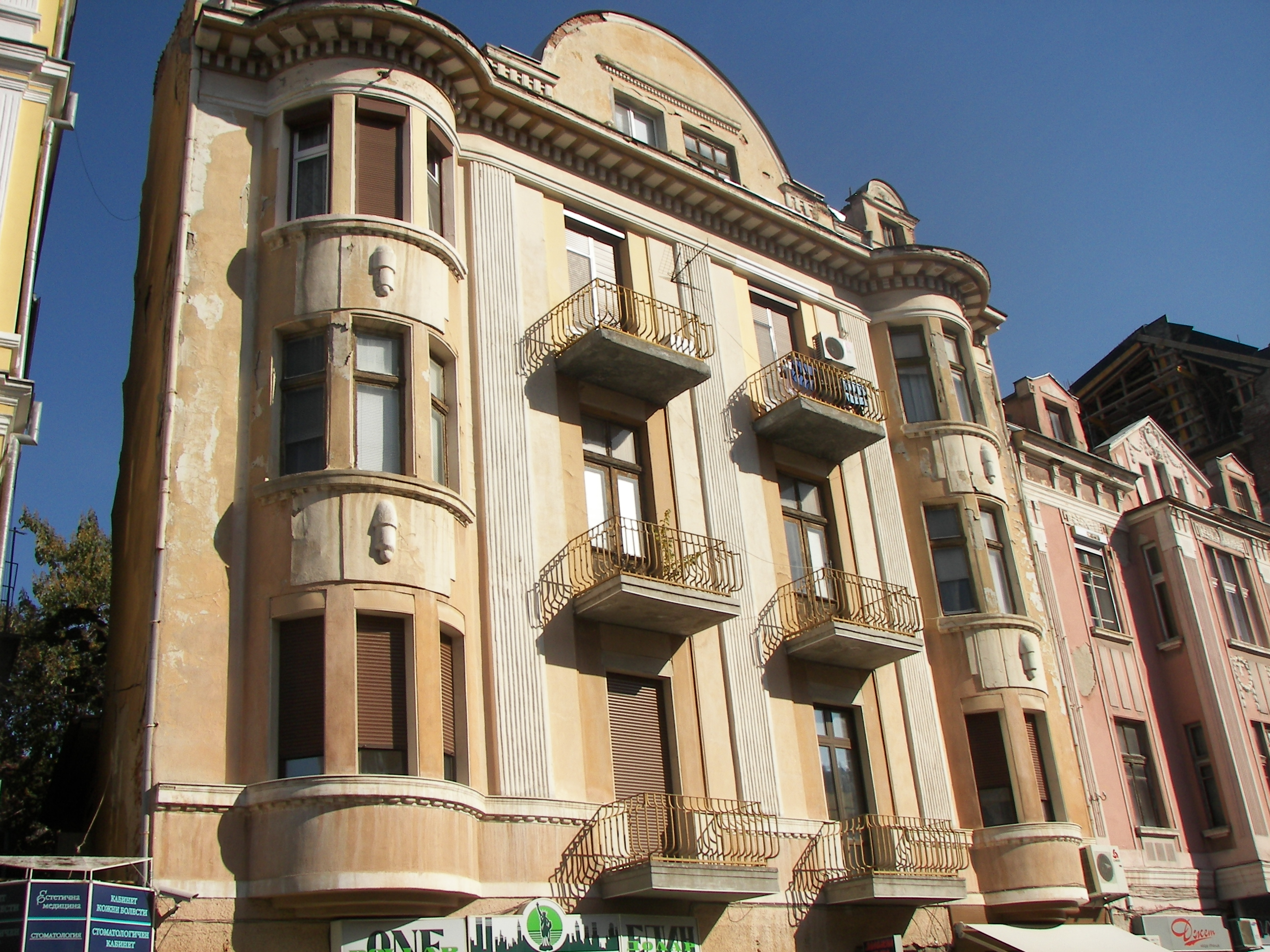
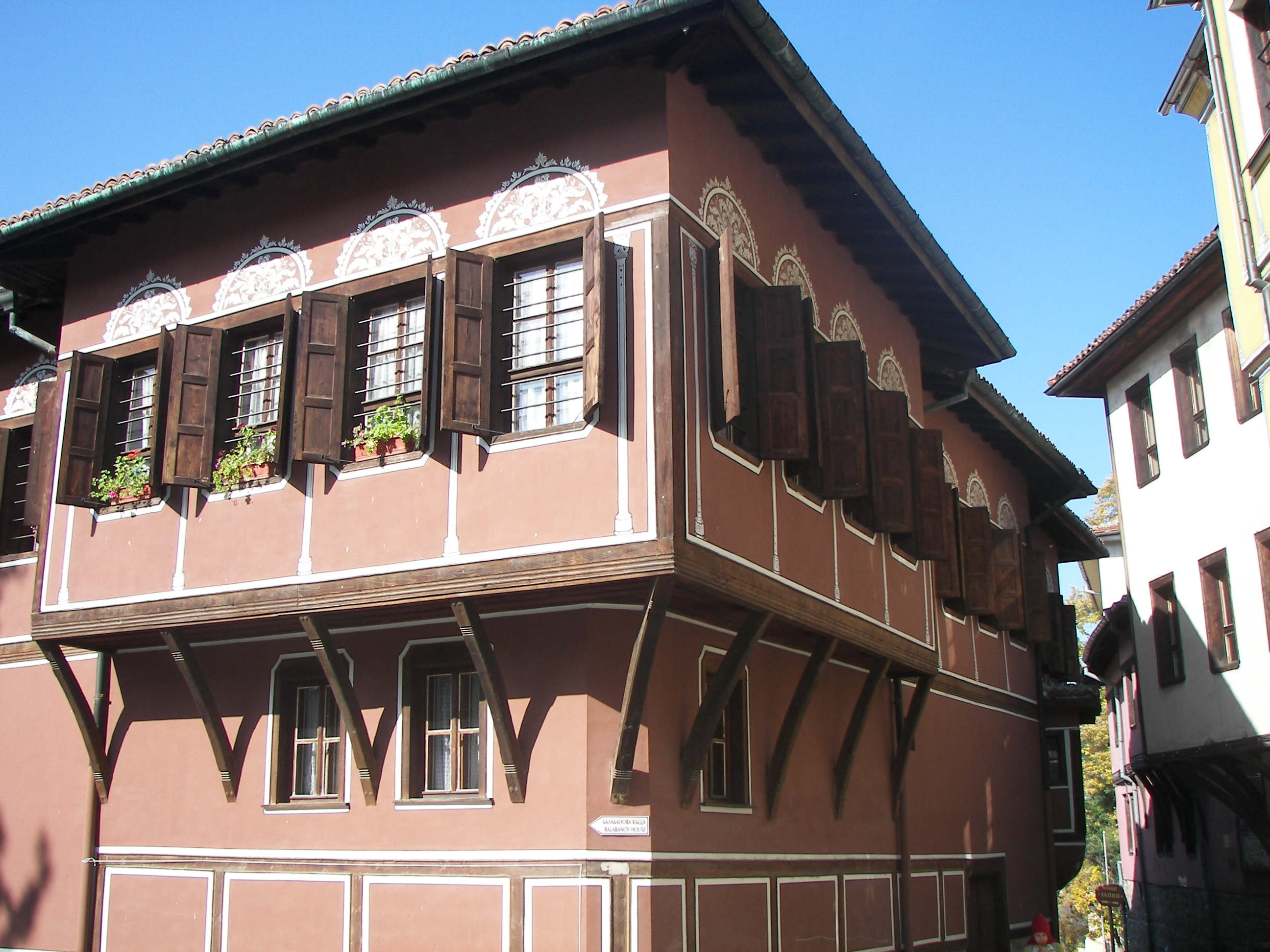
Старе місто Пловдива
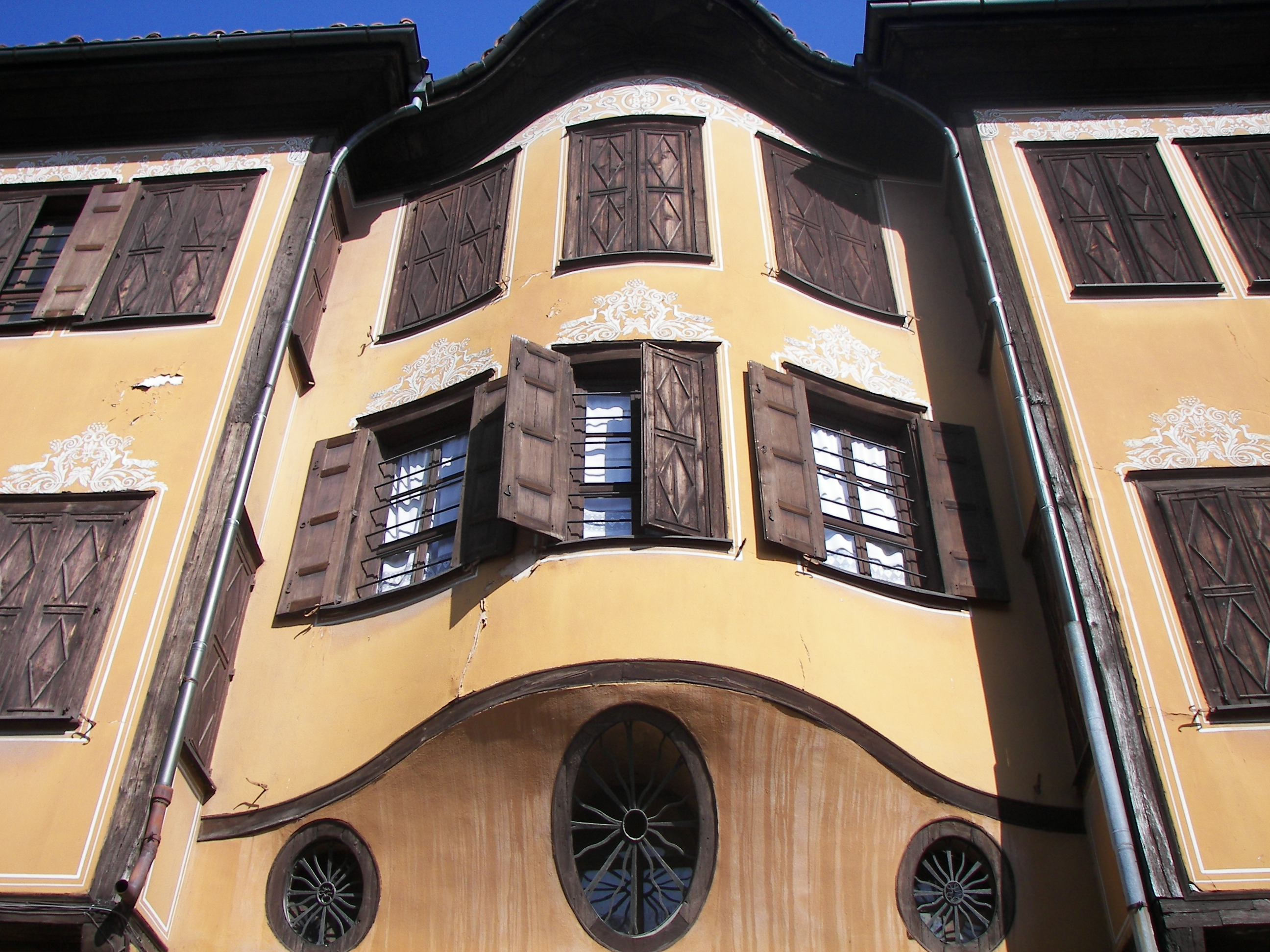
Старе місто Пловдива
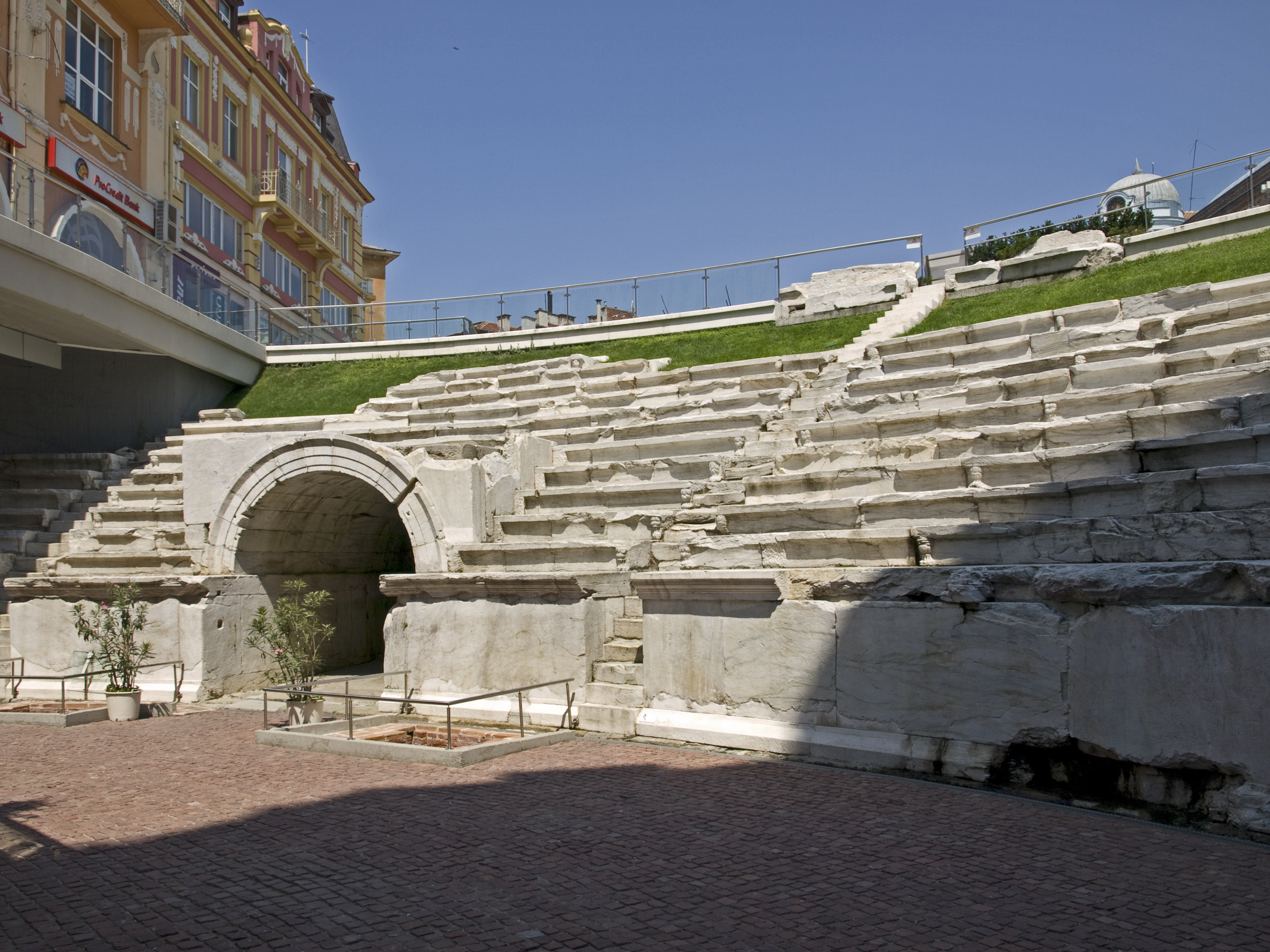
Стадіон Філіпополіса
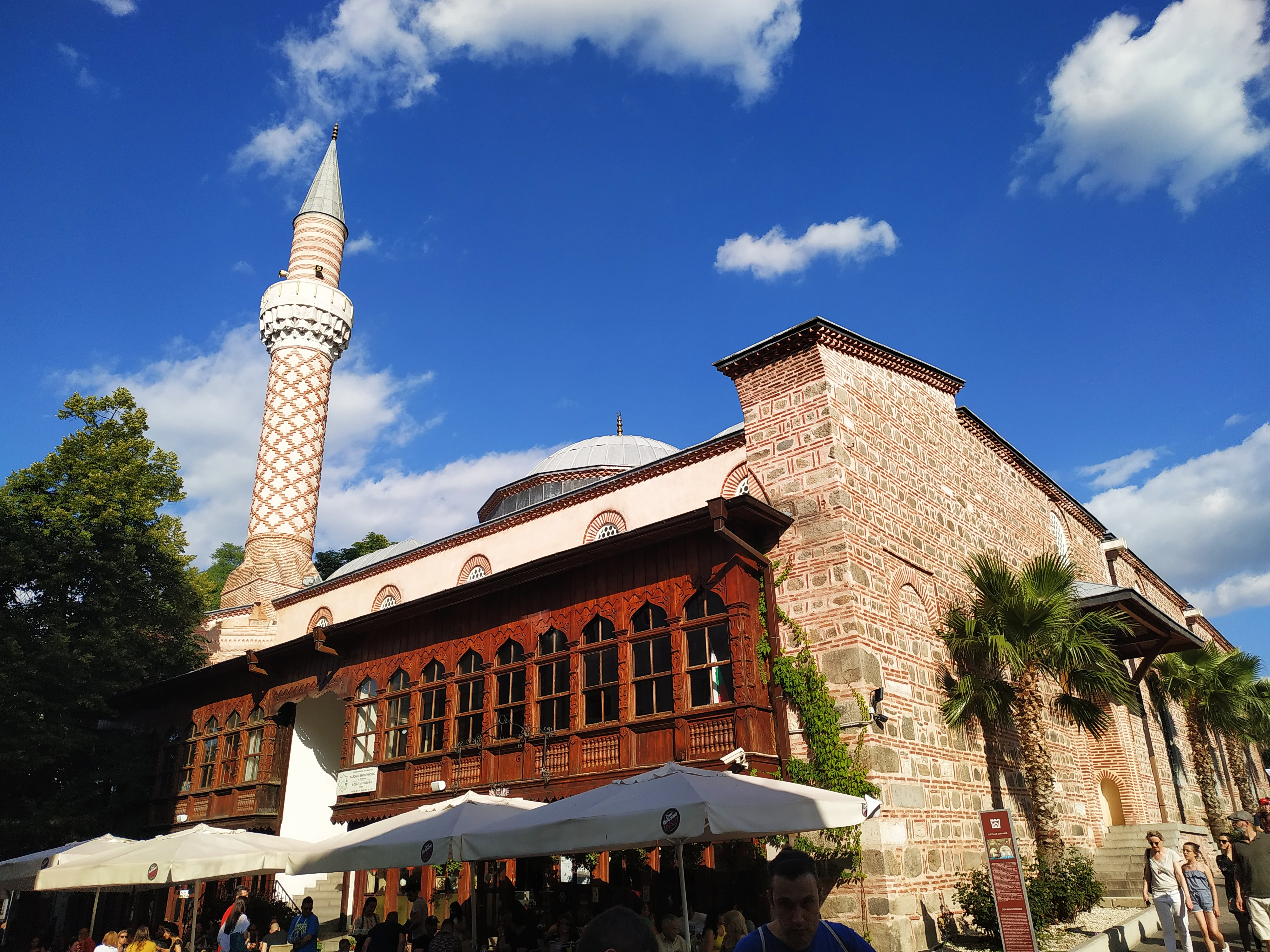
Джумая мечеть
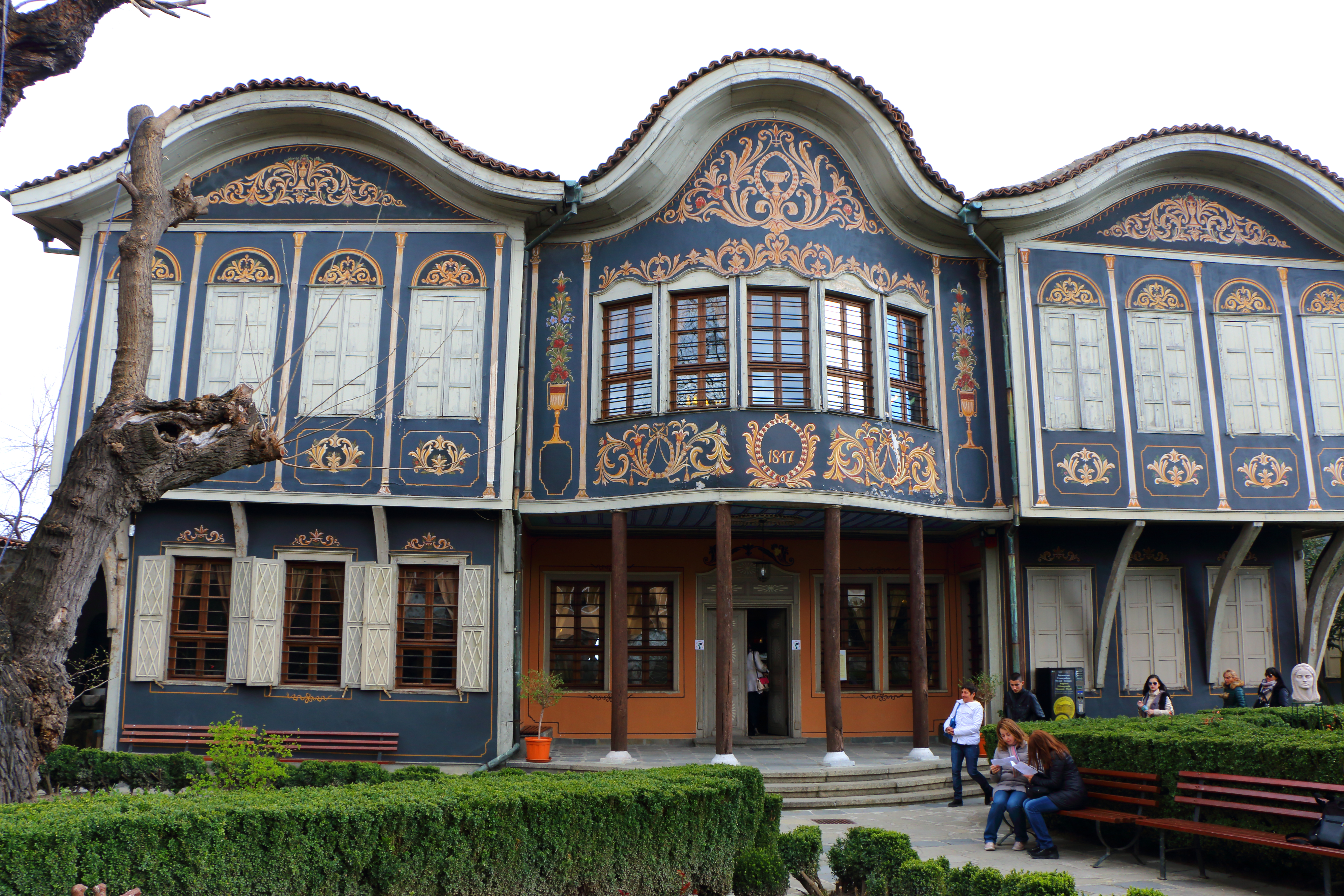
Пловдивський обласний етнографічний музей
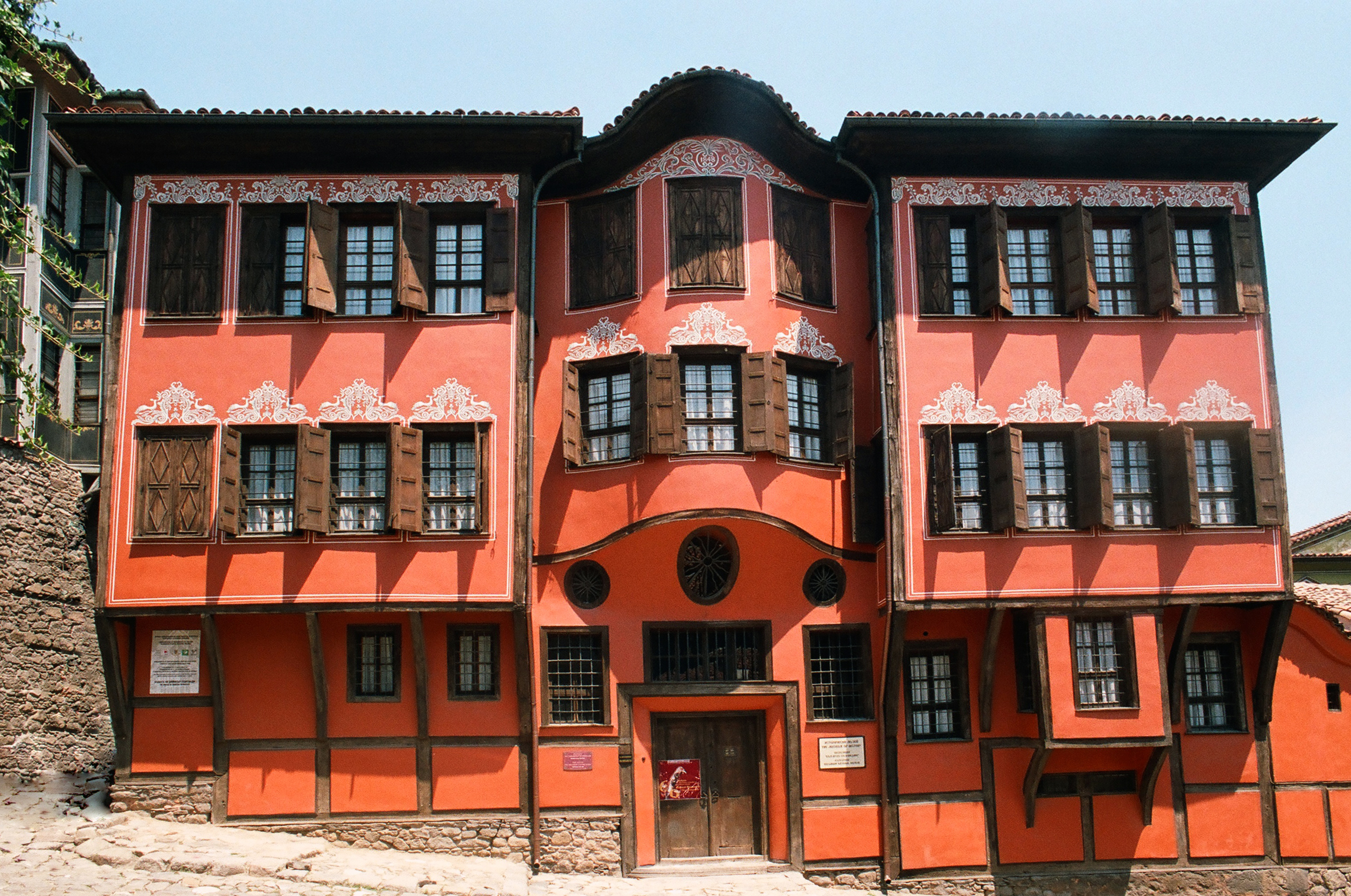
Пловдивський обласний історичний музей
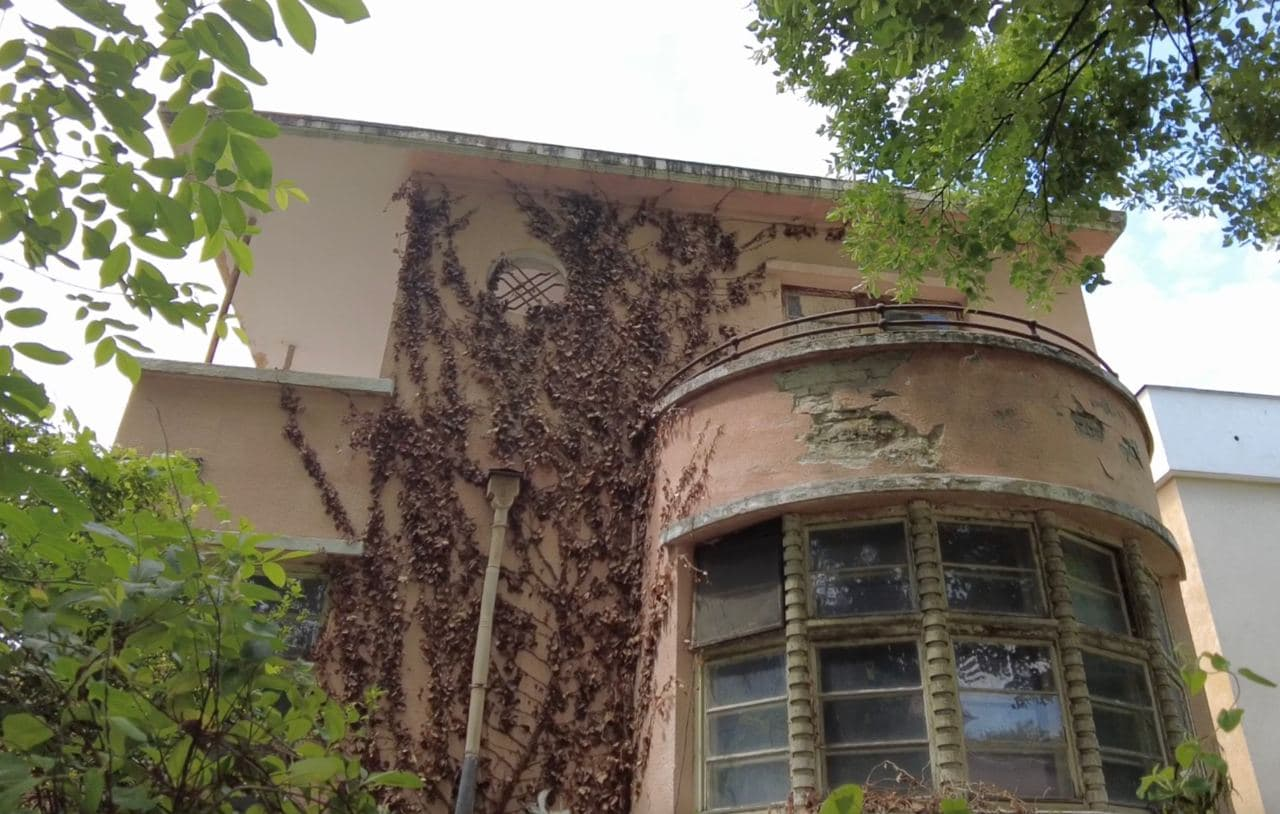
Пам'ятка модернізму, дім Елеонори та Альберта Малапел, 1933 р
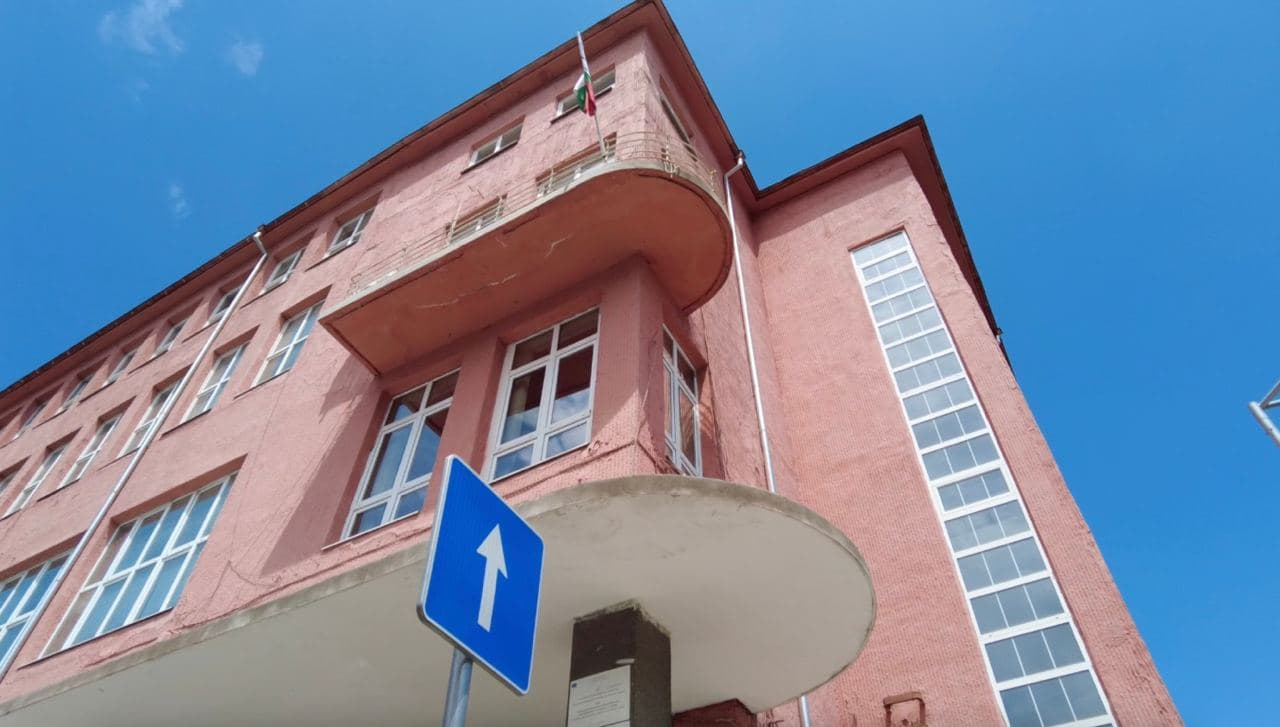
Пам'ятка модернізму, Промислове училище, 1933 р